# Polyplax dacnomydis
Polyplax dacnomydis är en insektsart som beskrevs av Chin 1990. Polyplax dacnomydis ingår i släktet Polyplax och familjen ledlöss. Inga underarter finns listade i Catalogue of Life.